# Klimatický summit OSN 2014
Klimatický summit 2014 (někdy také zvaný Pan Ki-munův summit) bylo setkání ke klimatické změně, které vyhlásil generální tajemník OSN Pan Ki-mun v září 2013 a konal se v New Yorku 23. září 2014. Generální tajemník na něj pozval vrcholné představitele vlád, soukromého sektoru a občanské společnosti, aby se spojili ke konkrétním akcím směrem k nízkouhlíkové společnosti. Požádal je, aby na summit přivezli jasné sliby a závazky ke snížení emisí, zvýšení odolnosti vůči klimatickým změnám a také k politické vůli uzavřít smysluplnou právní dohodu v roce 2015.
Přestože byl summit zaměřen spíše na iniciativy a opatření, než na diplomatická jednání mezi státy, je považován za důležitý milník na cestě ke snížení rozdílu mezi dosavadními závazky ke snižování emisí CO2 a sníženími, která jsou nezbytná podle scénáře, který počítá s tím, že nárůst teploty Země nebude vyšší, než o 2 °C. Nová právně závazná dohoda ke klimatické změně (globálnímu oteplování) byla uzavřena na následující Konferenci OSN o změně klimatu 2015 v Paříži.

## Místo a účast
Klimatický summit se konal v sídle OSN v New Yorku 23. září 2014, den po každoročním zasedání Valného shromáždění OSN.
Summitu se účastnilo 162 států z toho 120 států bylo reprezentováno nejvyššími představiteli, přijel mj. francouzský prezident François Hollande, maďarský prezident János Áder nebo italský premiér Matteo Renzi. Českou republiku zastupoval pouze ministr zahraničí Lubomír Zaorálek.

## Cíl summitu
Summit měl usnadnit nalezení takové dohody, ke které na Konferenci OSN o změně klimatu 2015 v Paříži přistoupí co nejvíce zemí a která povede k účinnému a právně vymahatelnému snižování emisí. Během setkání se mohly jednotlivé země připojit k šesti deklaracím.